# Mortes em janeiro de 2020
Mortes em 2020: ← Janeiro – Fevereiro – Março – Abril – Maio – Junho – Julho – Agosto – Setembro – Outubro – Novembro – Dezembro →
Esta é uma relação de pessoas notáveis que morreram durante o mês de janeiro de 2020, listando nome, nacionalidade, ocupação e ano de nascimento.

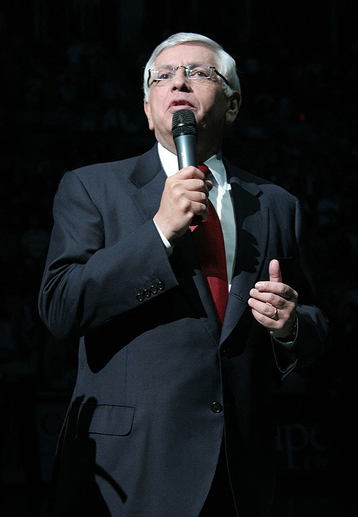
David Stern, empresário norte-americano.

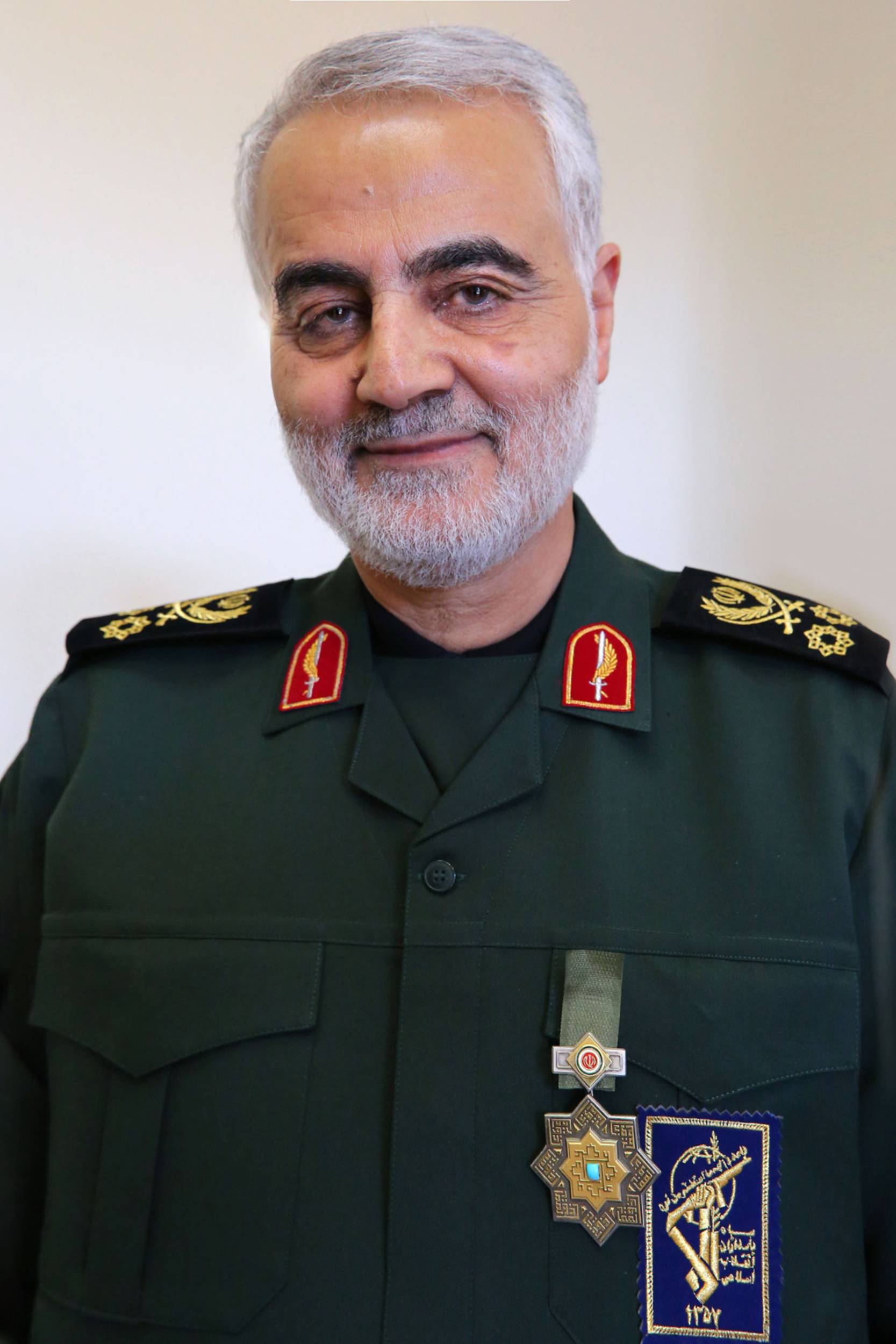
Qassem Soleimani, líder militar iraniano.

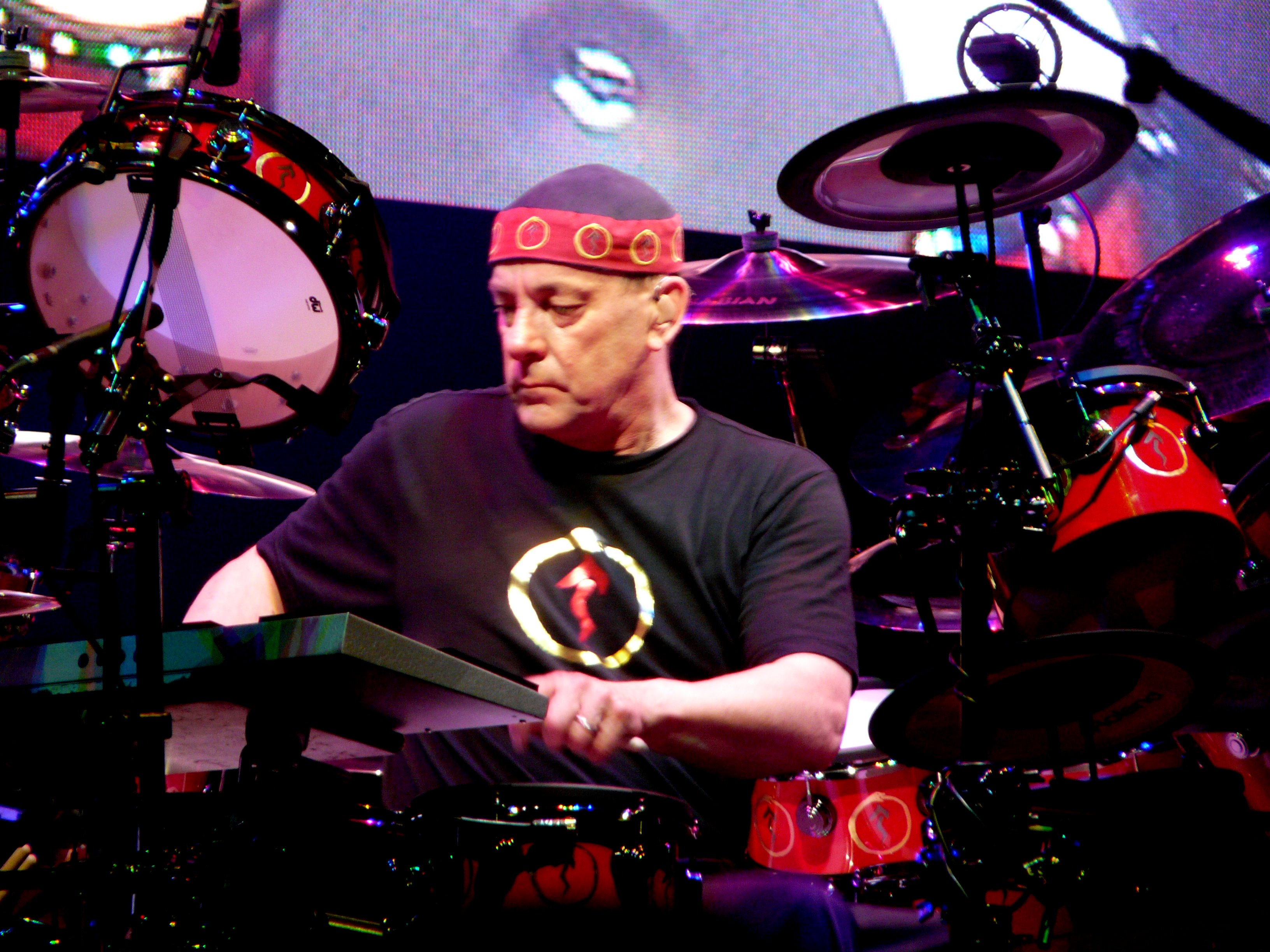
Neil Peart, baterista canadense.

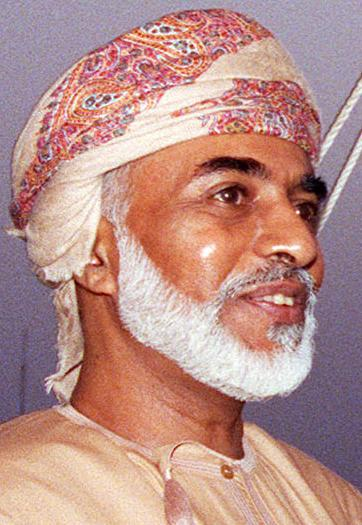
Qaboos bin Said Al Said, sultão de Omã.

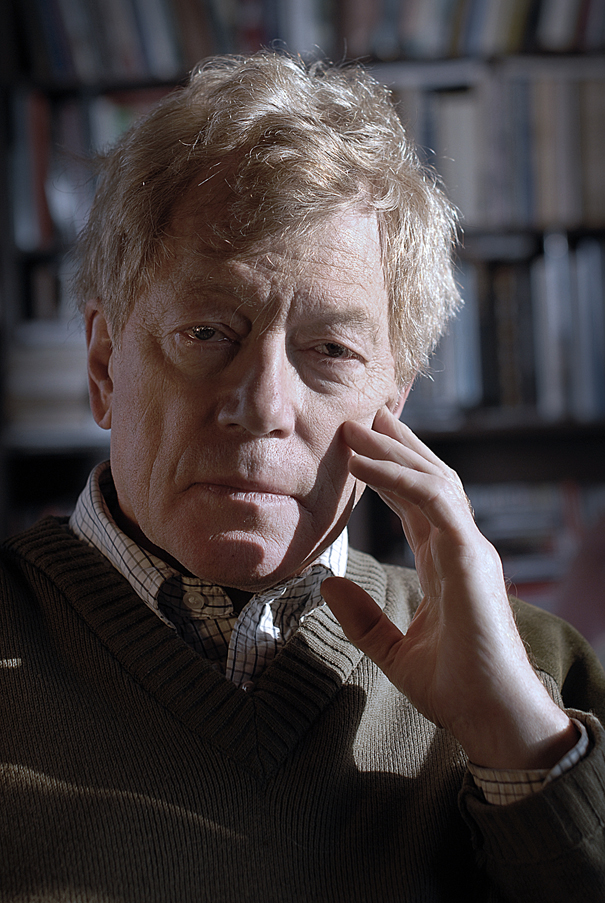
Roger Scruton, filósofo britânico.

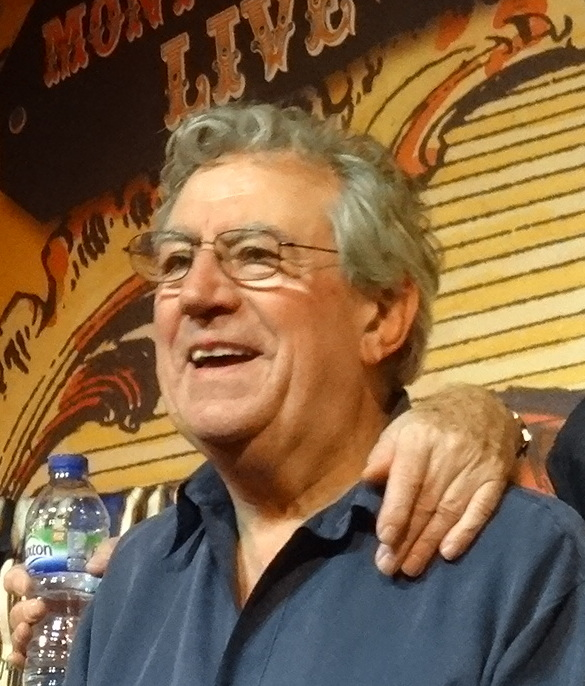
Terry Jones, ator britânico.

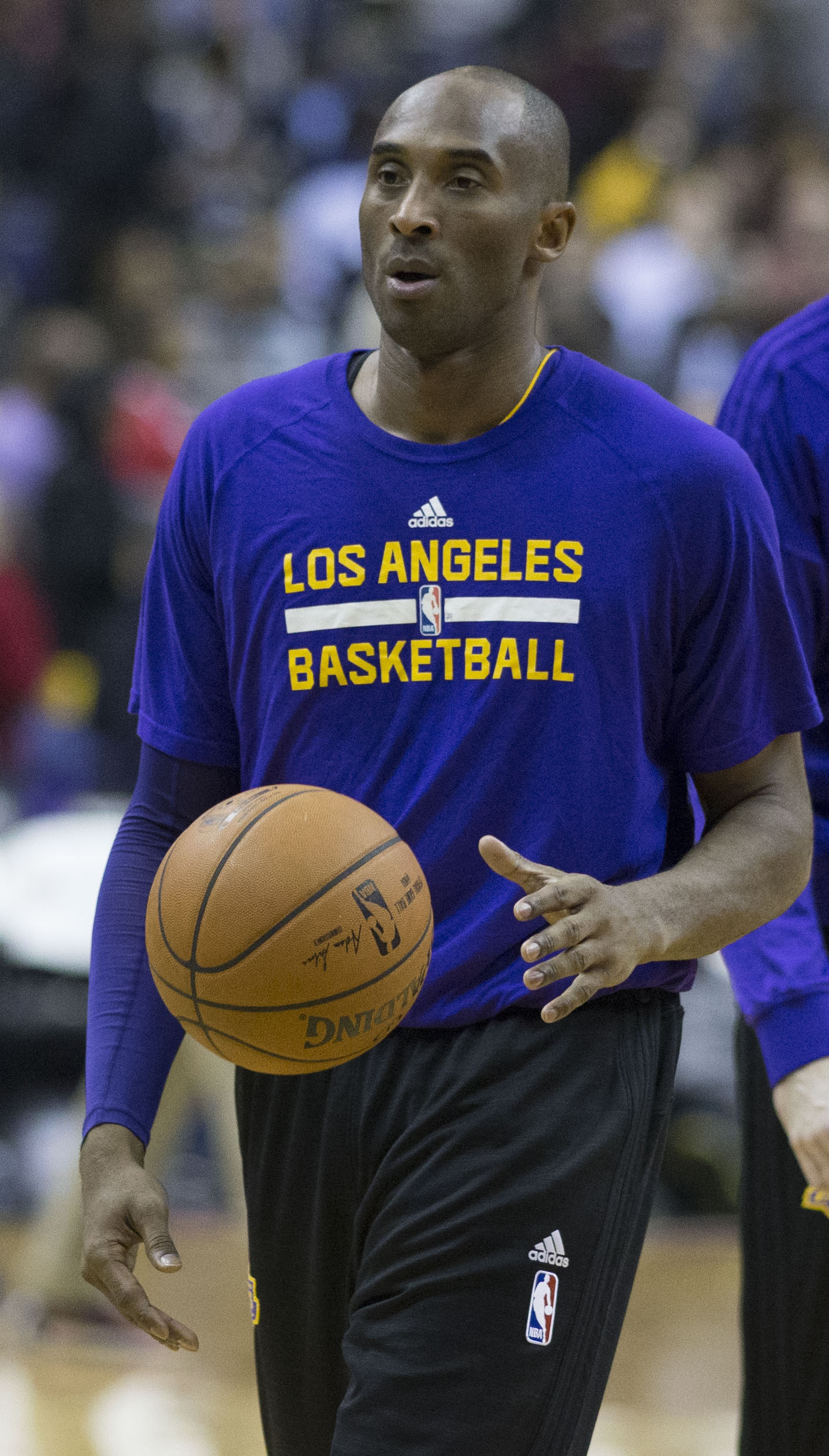
Kobe Bryant, basquetebolista norte-americano.

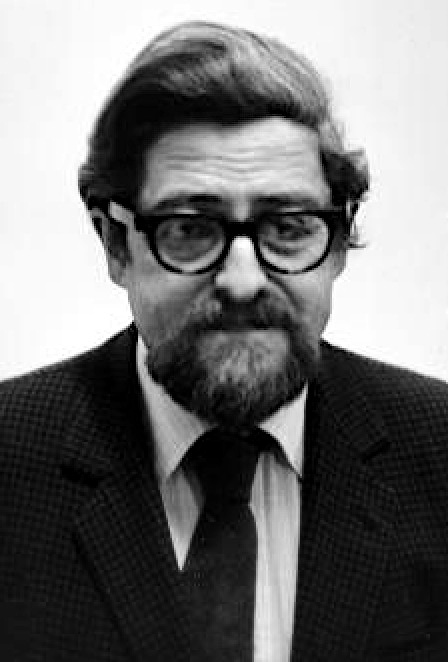
Louis Nirenberg, matemático norte-americano.

| Dia | Nome                             | Profissão ou motivo de reconhecimento | Nacionalidade            | Nasc. | Ref           |
| --- | -------------------------------- | ------------------------------------- | ------------------------ | ----- | ------------- |
| 1   | David Stern                      | Empresário                            | Estados Unidos           | 1942  | [ 1 ]         |
| 1   | Don Larsen                       | Beisebolista                          | Estados Unidos           | 1929  | [ 2 ]         |
| 1   | Doug Hart                        | Jogador de futebol americano          | Estados Unidos           | 1939  | [ 3 ]         |
| 2   | Norberto Barroca                 | Ator e encenador                      | Portugal                 | 1937  | [ 4 ]         |
| 2   | Benjamim Pereira                 | Antropólogo                           | Portugal                 | 1928  | [ 5 ]         |
| 3   | Qasem Soleimani                  | Militar                               | Irão                     | 1957  | [ 6 ]         |
| 3   | Abu Mahdi al-Muhandis            | Político                              | Iraque                   | 1954  | [ 7 ]         |
| 3   | Nathaël Julan                    | Futebolista                           | França                   | 1996  | [ 8 ]         |
| 3   | Antonio Ricardo Droher Rodrigues | Físico                                | Brasil                   | 1951  | [ 9 ]         |
| 4   | Júlio Castro Caldas              | Advogado e político                   | Portugal                 | 1943  | [ 10 ]        |
| 4   | Herbert Binkert                  | Futebolista e treinador               | Alemanha                 | 1923  | [ 11 ]        |
| 5   | Hans Tilkowski                   | Futebolista e treinador               | Alemanha                 | 1935  | [ 12 ]        |
| 5   | Ana Maria Primavesi              | Engenheira agrônoma                   | Brasil                   | 1920  | [ 13 ]        |
| 5   | Luiz Parreiras                   | Ator                                  | Brasil                   | 1941  | [ 14 ]        |
| 6   | Luís Morais                      | Futebolista                           | Brasil                   | 1930  | [ 15 ]        |
| 6   | Tiago Brandão                    | Fotojornalista                        | Brasil                   | 1982  | [ 16 ]        |
| 6   | Bernt Andersson                  | Futebolista e treinador               | Suécia                   | 1933  | [ 17 ]        |
| 7   | Khamis Al-Owairan                | Futebolista                           | Arábia Saudita           | 1973  | [ 18 ]        |
| 7   | Elizabeth Wurtzel                | Escritora e jornalista                | Estados Unidos           | 1967  | [ 19 ]        |
| 7   | Neil Peart                       | Baterista                             | Canadá                   | 1952  | [ 20 ]        |
| 8   | Pilar de Espanha                 | Infanta                               | Espanha                  | 1936  | [ 21 ]        |
| 8   | Buck Henry                       | Ator, diretor e roteirista            | Estados Unidos           | 1930  | [ 22 ]        |
| 8   | Peter Kirstein                   | Cientista da computação               | Reino Unido              | 1933  | [ 23 ]        |
| 10  | Guido Messina                    | Ciclista                              | Itália                   | 1931  | [ 24 ]        |
| 10  | Wolfgang Dauner                  | Músico                                | Alemanha                 | 1935  | [ 25 ]        |
| 10  | Qaboos bin Said Al Said          | Sultão                                | Omã                      | 1940  | [ 26 ] [ 27 ] |
| 10  | António Gervásio                 | Político                              | Portugal                 | 1927  | [ 28 ]        |
| 11  | Valdir de Moraes                 | Futebolista                           | Brasil                   | 1931  | [ 29 ]        |
| 11  | Fernanda Pires da Silva          | Empresária                            | Portugal                 | 1926  | [ 30 ]        |
| 11  | Tom Belsø                        | Automobilista                         | Dinamarca                | 1942  | [ 31 ]        |
| 12  | Paulo Gonçalves                  | Motociclista                          | Portugal                 | 1979  | [ 32 ]        |
| 12  | Roger Scruton                    | Filósofo e escritor                   | Reino Unido              | 1944  | [ 33 ]        |
| 13  | Isabel-Clara Simó                | Escritora e jornalista                | Espanha                  | 1943  | [ 34 ]        |
| 13  | Jean Delumeau                    | Historiador                           | França                   | 1923  | [ 35 ]        |
| 13  | Giampaolo Pansa                  | Escritor e jornalista                 | Itália                   | 1935  | [ 36 ]        |
| 14  | José Camargo                     | Político e empresário                 | Brasil                   | 1928  | [ 37 ]        |
| 15  | Rocky Johnson                    | Lutador de wrestling                  | Canadá                   | 1944  | [ 38 ]        |
| 15  | Bruno Nettl                      | Etnomusicólogo                        | Estados Unidos/ Chéquia  | 1930  | [ 39 ]        |
| 16  | Christopher Tolkien              | Editor e acadêmico                    | Reino Unido              | 1924  | [ 40 ]        |
| 16  | Luiz Vieira                      | Cantor, compositor e radialista       | Brasil                   | 1928  | [ 41 ]        |
| 16  | Barry Tuckwell                   | Músico                                | Austrália                | 1931  | [ 42 ]        |
| 16  | Efraín Sánchez                   | Futebolista e treinador               | Colômbia                 | 1926  | [ 43 ]        |
| 17  | Khagendra Thapa Magar            | Homem mais baixo do mundo             | Nepal                    | 1992  | [ 44 ]        |
| 17  | Pietro Anastasi                  | Futebolista                           | Itália                   | 1948  | [ 45 ]        |
| 17  | Marilene Dabus                   | Jornalista                            | Brasil                   | 1939  | [ 46 ]        |
| 18  | Cláudio Roditi                   | Músico                                | Brasil                   | 1946  | [ 47 ]        |
| 18  | Marcelo Dolabela                 | Poeta, roteirista e músico            | Brasil                   | 1957  | [ 48 ]        |
| 19  | Shin Kyuk-ho                     | Empresário                            | Coreia do Sul            | 1921  | [ 49 ]        |
| 19  | Jimmy Heath                      | Músico                                | Estados Unidos           | 1926  | [ 50 ]        |
| 19  | Antônio de Queiroz Galvão        | Empresário                            | Brasil                   | 1923  | [ 51 ]        |
| 21  | Terry Jones                      | Ator e diretor de cinema              | Reino Unido              | 1942  | [ 52 ]        |
| 21  | Sébastien Demorand               | Jornalista                            | França                   | 1969  | [ 53 ]        |
| 21  | Hédi Baccouche                   | Político                              | Tunísia                  | 1930  | [ 54 ]        |
| 21  | Theodor Wagner                   | Futebolista e treinador               | Áustria                  | 1927  | [ 55 ]        |
| 21  | Meritxell Negre                  | Cantora e compositora                 | Espanha                  | 1971  | [ 56 ]        |
| 23  | Alfred Körner                    | Futebolista e treinador               | Áustria                  | 1926  | [ 57 ]        |
| 23  | José Lemos Ferreira              | Líder militar                         | Portugal                 | 1929  | [ 58 ]        |
| 23  | Armando Uribe                    | Poeta                                 | Chile                    | 1933  | [ 59 ]        |
| 23  | Frederick Ballantyne             | Político                              | São Vicente e Granadinas | 1936  | [ 60 ]        |
| 23  | Clayton M. Christensen           | Professor e consultor                 | Estados Unidos           | 1952  | [ 61 ]        |
| 24  | Sérgio Noronha                   | Jornalista                            | Brasil                   | 1932  | [ 62 ]        |
| 24  | Pete Stark                       | Político                              | Estados Unidos           | 1931  | [ 63 ]        |
| 24  | José Theodoro Mendes             | Político                              | Brasil                   | 1941  | [ 64 ]        |
| 24  | Ibsen Pinheiro                   | Político, jornalista e advogado       | Brasil                   | 1935  | [ 65 ]        |
| 24  | Rob Rensenbrink                  | Futebolista                           | Países Baixos            | 1947  | [ 66 ]        |
| 26  | Tunai                            | Cantor e compositor                   | Brasil                   | 1950  | [ 67 ]        |
| 26  | Kobe Bryant                      | Basquetebolista                       | Estados Unidos           | 1978  | [ 68 ]        |
| 26  | Marcos César Formiga Ramos       | Político                              | Brasil                   | 1941  | [ 69 ]        |
| 26  | Louis Nirenberg                  | Matemático                            | Estados Unidos           | 1925  | [ 70 ]        |
| 27  | Flamarion Nunes                  | Futebolista e treinador               | Brasil                   | 1951  | [ 71 ]        |
| 27  | Ronald Levinsohn                 | Empresario                            | Brasil                   | 1935  | [ 72 ]        |
| 27  | Allen Brown                      | Jogador de futebol americano          | Estados Unidos           | 1943  | [ 73 ]        |
| 28  | Carlos Rocha                     | Lutador profissional                  | Portugal                 | 1927  | [ 74 ]        |
| 28  | Antônio Martins Vasconcelos      | Jornalista                            | Brasil                   | 1942  | [ 75 ]        |
| 29  | Blagoja Georgievski              | Basquetebolista                       | Macedônia do Norte       | 1950  | [ 76 ]        |
| 29  | Manuel Resende                   | Poeta                                 | Portugal                 | 1948  | [ 77 ]        |
| 29  | Frank Press                      | Geofísico                             | Estados Unidos           | 1924  | [ 78 ]        |
| 30  | John Andretti                    | Automobilista                         | Estados Unidos           | 1963  | [ 79 ]        |
| 31  | Anne Cox Chambers                | Empresária                            | Estados Unidos           | 1919  | [ 80 ]        |
| 31  | Mary Higgins Clark               | Escritora                             | Estados Unidos           | 1927  | [ 81 ]        |
| 31  | César Zabala                     | Futebolista                           | Paraguai                 | 1961  | [ 82 ]        |
| 31  | Rafael Ventura Melià             | Escritor e jornalista                 | Espanha                  | 1947  | [ 83 ]        |
| 31  | Wen Zengxian                     | Político                              | China                    | 1952  | [ 84 ]        |